# Ippazio Fracasso-Baacke

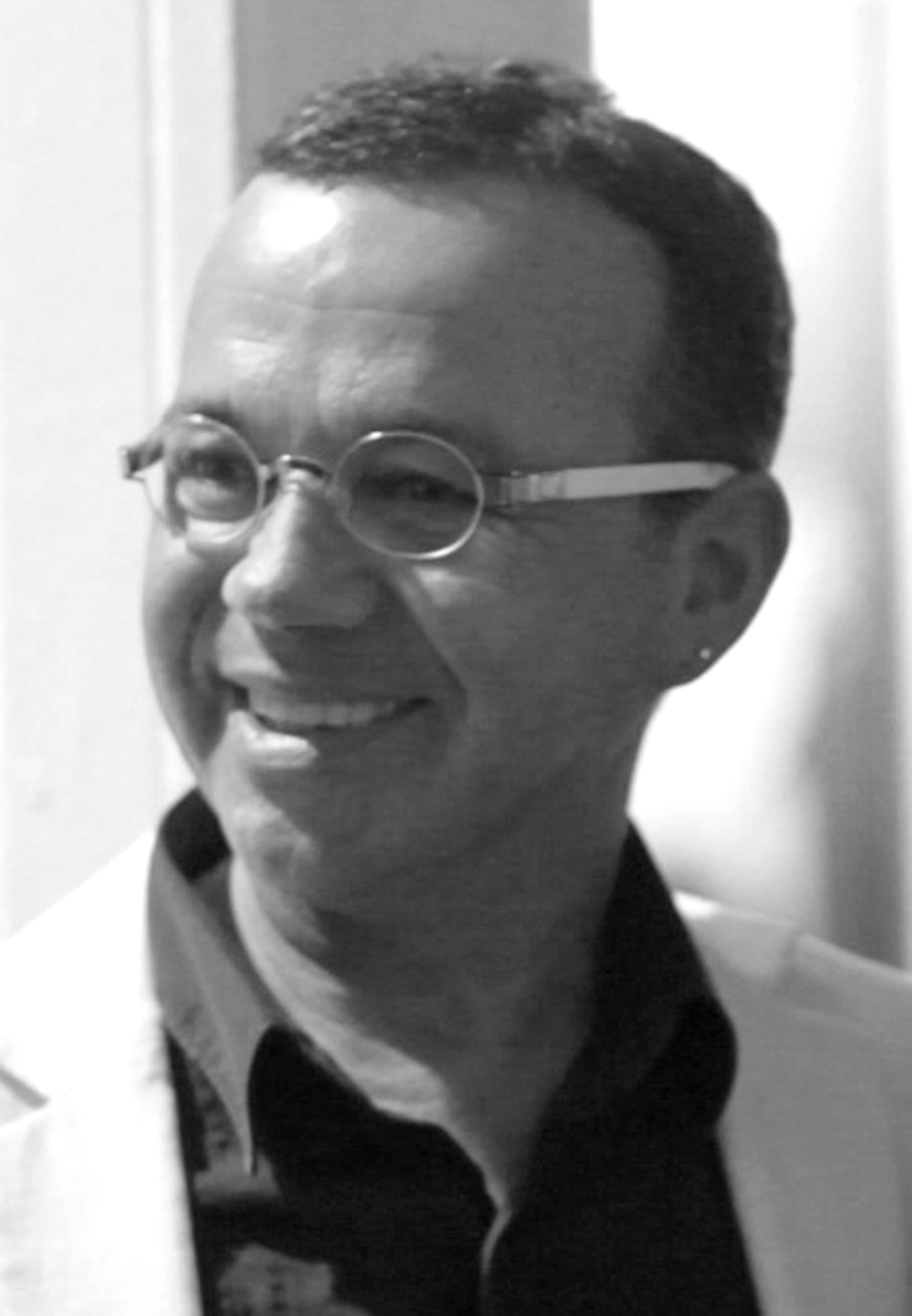
Ippazio Fracasso Baacke (2015)

Ippazio Fracasso (durch Adoption Ippazio Fracasso Baacke; * 12. Oktober 1960 in Parabita, Apulien, Italien) ist ein italienisch-deutscher bildender Künstler.

## Leben
Ippazio Fracasso wurde als siebtes von zwölf Kindern des italienischen Gutsbesitzers Giuseppe Fracasso und seiner Frau Barone Rosaria geboren. Von 1973 bis 1976 besuchte er das Istituto d’Arte in Italien und ging gleichzeitig in einer Kunstschmiede in die Lehre. Von 1976 bis 1983 folgten Aufenthalte in der Bundesrepublik Deutschland, Frankreich, Dänemark mit verschiedenen Tätigkeiten u. a. in den Bereichen Dekoration, Video-Clips und in der Werbebranche. Sein Adoptivvater ist der Erziehungswissenschaftler Dieter Baacke.
1984 begann er als Maler und Bildhauer zu arbeiten und 1985 fand seine erste Einzelausstellung in der Galerie Galla in Hannover statt. 2002 entstanden mit dem Werk La Commedia dell'Arte 13 Bilder zu menschlichen Charakteren aus dem italienischen Straßentheater. 2012 arbeitete er an religiösen Skulpturen für die St.-Martinus-Kirche in Olpe. 2013 folgten als Auftragsarbeiten das Bild des San Rocco im Großformat und ein Bild der Ende 2013 seliggesprochenen Maria Theresia Bonzel.
2019 erhielt Fracasso den Preis „Apulian Excellence in the World“, unter der Schirmherrschaft des Ministeriums für auswärtige Angelegenheiten und internationale Zusammenarbeit der Region Apulien und der Stadt Tarent.
2021 entwarf Fracasso 25 Bildillustrationen für den erotischen Psychothriller von Dieter Köhler: ORA...   aus der Sicht eines Dackels!.
Fracasso Baacke gestaltet auch Skulpturen aus Eisen, Holz und Stein, bemalt mit Acrylfarbe, sowie auch Kreuze und Kerzenleuchter für die katholische Kirche St. Martinus in Olpe. Für seinen Adoptivvater Dieter Baacke entwarf er eine Grabsteinskulptur aus Eisen und Edelstahl (Die Pyramide) auf dem Gadderbaum-Friedhof in Bielefeld-Zentrum. Den Pokal für den Dieter Baacke Preis für Medienprojekte kreierte er ebenfalls.

## Ausstellungen (Auswahl)
- 1993 Galerie Artworks, Düsseldorf

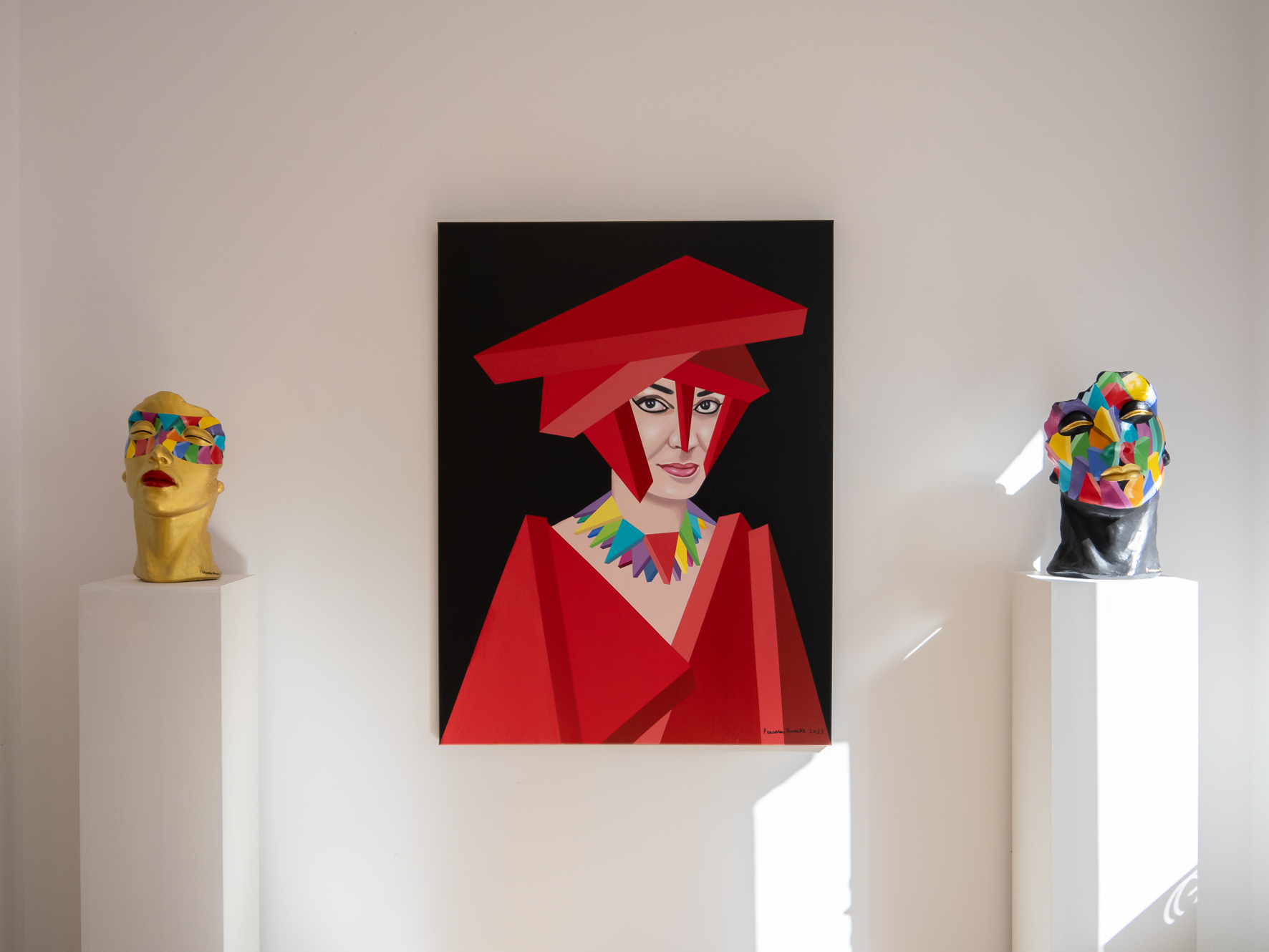
"A Tribute To Callas" malte Fracasso in seinem typischen Stil anlässlich des 100. Geburtstags von Maria Callas. Es wurde erstmals ab dem 2. Dezember 2023 bei der Ausstellung "A Tribute to Callas" in Verona gezeigt.

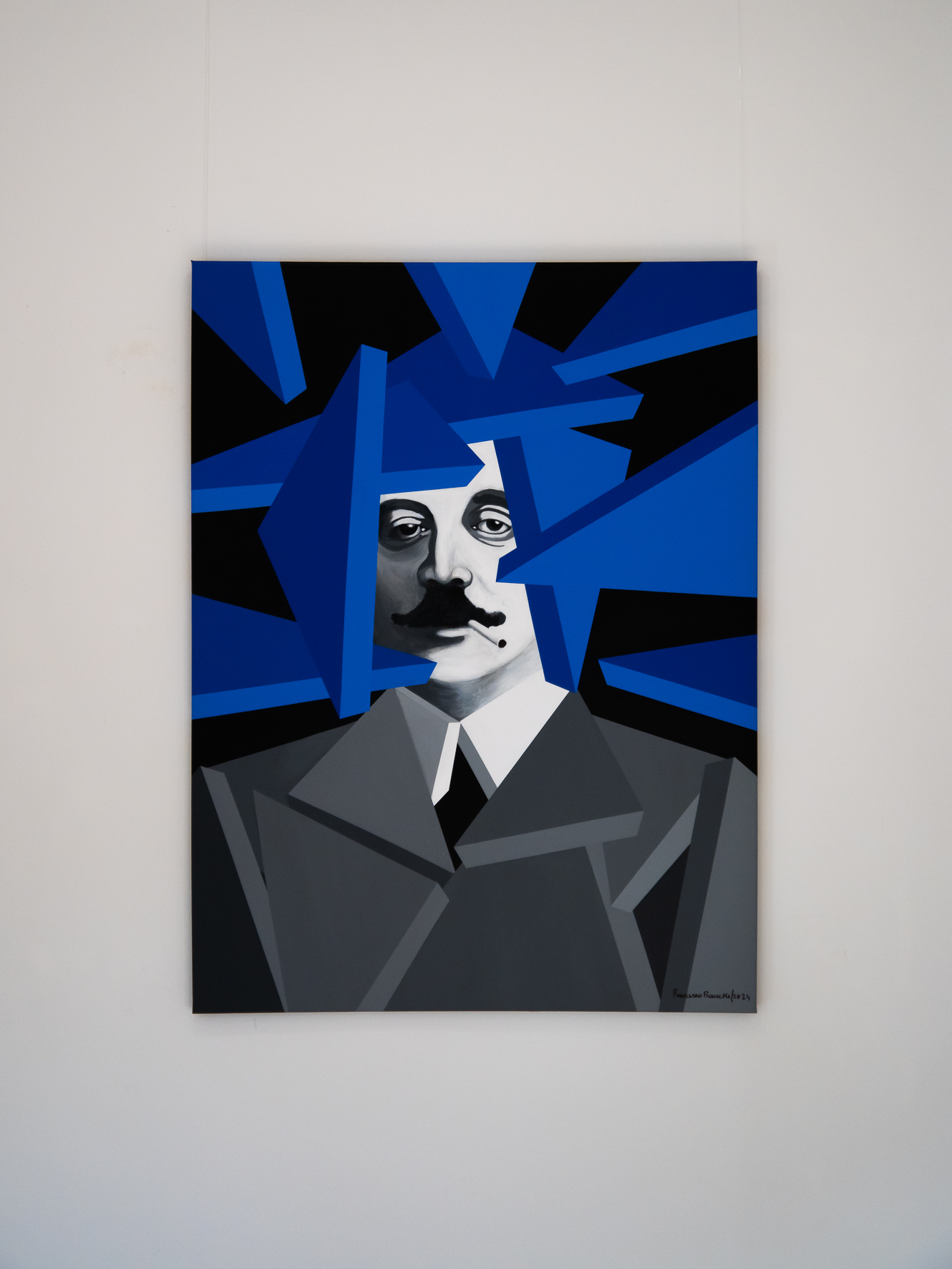
Das Gemälde "Puccini" wurde erstmals in der Ausstellung ab 6. Oktober 2024 in Bad Salzuflen gezeigt.

- 1994 Centro D’Arte San Vidal, Venedig
- 1995 Historischer Saal Ravensberger Spinnerei, Bielefeld; Centro Civico S. Pertini Lignano, Italien
- 1996 Galerie Sperl Potsdam; WDR Studiogalerie, Bielefeld
- 1997 Medienforum, Köln; Kunstverein Overbeck Gesellschaft; Junge Kunst International 97, Lübeck; Einladung zur Biennale von Venedig; CeBIT, Hannover
- 1998 Galerie Europa, Hannover; Funkausstellung (Sony), Berlin
- 1999 Medienzentrum im Düsseldorfer Hafen, Düsseldorf
- 2000 Wincor-Nixdorf, Paderborn
- 2001 Theaterlabor, Bielefeld; Galerie art d’oeuvre, Köln; Galerie Völcker & Freunde, Berlin
- 2007 Galerie Rodiag, Kilchberg-Zürich (CH)
- 2008 Art de Ville, „Nature Morte“[1]
- 2009 Altes Lyzeum, St.-Martinus-Kirche, Rathaus Olpe
- 2011 Hochschule für Film und Fernsehen (HFF) „Konrad Wolf“ Potsdam, 100 Jahre Filmstadt Potsdam.[2]
- 2014 Die Dreidimensionalität der Farben und Skulpturen. Im Vortragssaal des Sennestadthauses, Bielefeld-Sennestadt[3]
- 2014 „Kunst trifft Bildung“ – Ausstellung in der Fortbildungsakademie[4]
- 2016 Le tre dimensioni dei colori, Palazzo Vernazza, Lecce[5][6][7]
- 2016 Art Videos Präsentation, Castello Carlov, Lecce[8][9]
- 2016 Klassik und Kunst, Rudolf-Oetker-Halle, Bielefeld
- 2017 Opera & Arte, Teatro Paisiello, Lecce Italy.
- 2017 Kunstinstallation im Schloss Bodelschwingh, Dortmund, zur Festa della Repubblica Italiana. (Stadtblatt-Online, 7. Juni 2018)
- 2019 Ausstellung Le tre dimensioni dei colori im italienischen Kulturinstitut Köln, in Zusammenarbeit mit dem italienischen Konsulat Dortmund[10]
- 2024 Einzelausstellung FACETTEN-REICH in der Galerie Greve, Bad Salzuflen
- 2024 Ausstellung A Tribute to Callas & Puccini in der Galerie Greve mit 2 Gemälden und 3 Skulpturen von Fracasso.

## Publikationen und Kataloge
- 1992 Katalog Concrecismo, anlässlich der Ausstellung Centro d`Arte San Vidal, Venedig
- 1994 Katalog Concrecismo II, ISBN 3-929685-06-X  anlässlich der Ausstellung „Italia e Germania“Centro d`Arte San Vidal, Venedig
- 1997 Taschenbuch Privat, Ippazio Fracasso (Schizzi) Dieter Baacke (Lettere)
- 1997 Katalog anlässlich der Ausstellung „Junge Kunst International 97“ Overbeck-Gesellschaft, Lübeck
- 1998 BrechtPostille – Postkartengrüße an B. B. Auf Initiative der Bundeszentrale für politische Bildung/bpb dokumentierten im Jahr 1998 anlässlich des 100. Geburtstages von Bertolt Brecht rund 150 Prominente und Politiker/-innen auf einer Postkarte ihr Verhältnis, ihren Bezug zur Person und zur Arbeit Bertolt Brechts.
- 2000 „Visionen 2000“ Zukunftspanorama aus einhundert Blickwinkeln: Prognosen und Utopien der persönlichen Art im Brockhaus-Band. Das Buch ist eine Sammlung von 100 Zukunftsentwürfen.
- 2011 Katalog anlässlich der Ausstellung „Kein Quadrat“ Hochschule für Film und Fernsehen (HFF) „Konrad Wolf“ Potsdam, 100 Jahre Filmstadt Potsdam.
- 2015 Kalender La commedia dell`arte, Calvendo Verlag, Posterbuch in vier Formaten „Die Dreidimensionalität der Farben“ Calvendo Verlag, ISBN 3-664-08995-2, ISBN 3-664-07331-2
- 2021 entwarf Fracasso 25 Bildillustrationen für den erotischen Psychothriller von Dieter Köhler: ORA... aus der Sicht eines Dackels!